# ماثيو أكوستا
ماثيو أكوستا (بالإنجليزية: Matthew Acosta)‏ هو لاعب كرة قدم أمريكي في مركز الوسط، ولد في 14 نوفمبر 2002.